# Lijst van burgemeesters van Lithoijen
Dit is een lijst van burgemeesters van de voormalige Nederlandse gemeente Lithoijen in de provincie Noord-Brabant.
| Ambtsperiode | Naam burgemeester      | Partij of stroming | Bijzonderheden                                                                     |
| ------------ | ---------------------- | ------------------ | ---------------------------------------------------------------------------------- |
| 1811 - 1813  | J. van Lent            |                    |                                                                                    |
| 1813 - 1821  | H. van Lent            |                    |                                                                                    |
| 1821 - 1838  | Lucas Antonie Bokstart |                    |                                                                                    |
| 1838 - 1849  | H. van Teeffelen       |                    |                                                                                    |
| 1849 - 1876  | Johannes Dijkhoff      |                    |                                                                                    |
| 1877 - 1895  | Gerardus Dijkhoff      |                    |                                                                                    |
| 1896 - 1899  | C. van Hoorn           |                    |                                                                                    |
| 1900 - 1936  | G.J.A. van Heeswijk    |                    | tevens burgemeester van Lith                                                       |
| 1936 - 1939  | J.M. Smits             |                    | waarnemend, tevens (waarnemend) burgemeester van Lith en van Alem, Maren en Kessel |